# Affondamento del Chian-der 3
L'affondamento del Chian-der 3 è stato un sinistro marittimo bellico volontario avvenuto il 28 maggio 1986 al largo delle coste malvinesi.
Il 28 maggio del 1986, il peschereccio armato battente bandiera taiwanese Chian-der 3 venne individuato, inseguito, colpito, incendiato e infine affondato dal pattugliatore di classe Mantilla PNA Prefecto Derbes della Prefectura Naval Argentina, in una località a 24 miglia nautiche (44 km; 28 mi) al di fuori della zona di esclusione totale del Regno Unito, che copre un cerchio di 200 miglia nautiche (370 km; 230 mi) dal centro delle Isole Falkland. Due pescatori taiwanesi furono uccisi, mentre altri quattro rimasero feriti.

## Contesto
La sovrapposizione della zona economica esclusiva del continente argentino e delle Isole Falkland e della zona di esclusione britannica per le navi argentine viene utilizzata dalle flotte pescherecce per pescare senza permesso, affermò il governo argentino.
Secondo una dichiarazione argentina, il peschereccio Chi-Fu 6 fu avvistato mentre pescava nella zona argentina alle 11:45, ma si rifugiò nella zona britannica. Alle 18:25 il peschereccio Chian-der 3 fu scorso nuovamente all'interno della zona esclusiva argentina di 200 miglia nautiche (230 miglia). Nonostante le richieste di smettere di pescare e i colpi di avvertimento sparati dal Prefecto Derbes, il peschereccio fuggì e cominciò ad essere inseguito. Alle 21:05 il comandante argentino affermò di aver visto del fumo uscire dalla sala macchine e che il bastimento si era fermato. Ordinò poi il salvataggio dell'equipaggio del peschereccio. Secondo fonti ufficiali, il peschereccio venne colpito da proiettili non esplosivi. A seguito dell'incidente, un pescatore taiwanese morì e altri quattro feriti. Un altro membro dell'equipaggio venne dichiarato scomparso.
Il sindacato dei pescatori di Taiwan lo definì un "atto barbaro" e il governo britannico lo condannò come "ingiustificabile ed eccessivo".